# Mengen (Bolu)
Mengen ist eine Stadt und ein Landkreis der türkischen Provinz Bolu. Der Ort liegt etwa 45 Kilometer nordöstlich der Provinzhauptstadt Bolu. Das Stadtsiegel weist die Jahreszahl 1948 auf, dies könnte ein Hinweis auf das Jahr der Erhebung zur Belediye sein.
Der Landkreis liegt im Norden der Provinz. Er grenzt im Süden an die Kreise Gerede und Yeniçağa, im Westen an den zentralen Landkreis und im Norden an die Provinzen Düzce, Zonguldak und Karabük. Durch die Stadt und den Landkreis verläuft die Straße D-750, die die Europastraße 80 bei Yeniçağa im Süden mit Devrek im Norden verbindet. Eine weitere Verbindungsstraße führt nach Westen und trifft östlich von Bolu ebenfalls auf die E 80.
Durch Mengen fließt der Fluss Mengen Çayı, der beim Ort Gökçesu etwa zehn Kilometer westlich von der Kreisstadt in den Büyüksu mündet. Dieser fließt als Devrek Çayı weiter nach Norden, ist nahe der Provinzgrenze zum See Köprübaşı Barajı aufgestaut und mündet schließlich in den Yeniceırmağı und ins Schwarze Meer. Nördlich der Stadt liegt der Südhang des Gebirges Bolu Dağları.
Der Landkreis besteht neben der Kreisstadt (mit 39,6 Prozent der Landkreisbevölkerung) noch aus einer weiteren Belediye (Kleinstadt): Gökçesu mit 1997 Einwohnern. Des Weiteren existieren noch 56 Dörfer (Köy) mit durchschnittlich 113 Einwohnern, von denen 22 mehr Einwohner als dieser Durchschnitt haben. Die Skala der Einwohnerzahlen reicht von 496 (Pazarköy) hinab bis auf 31. Die Bevölkerungsdichte beträgt 15,7 – also weniger als die Hälfte des Provinzdurchschnitts von 37,9 Einw. je km².